# Wałentyn Hrekow
Wałentyn Anatolijowycz Hrekow (ukr. Валентин Анатолійович Греков, ur. 18 kwietnia 1976) – ukraiński judoka. Dwukrotny olimpijczyk. Odpadł w eliminacjach w Atenach 2004 i dwudziesty w Pekinie 2008. Walczył w wadze średniej.
Piąty na mistrzostwach świata w 2010; siódmy w 2011; uczestnik zawodów w 1999, 2001, 2003, 2005, 2007, 2009 i 2013. Startował w Pucharze Świata w latach 1997–2001, 2003–2005 i 2007–2012. Zdobył pięć medali mistrzostw Europy w latach 2002–2007.

## Letnie Igrzyska Olimpijskie 2004
| Konkurencja | Eliminacje           | Eliminacje            | Klas. końcowa |
| Konkurencja | Przeciwnik I         | Przeciwnik II         | Miejsce       |
| ----------- | -------------------- | --------------------- | ------------- |
| 90 kg       | David Alarza (ESP) Z | Eduardo Costa (ARG) P | II runda.     |

## Letnie Igrzyska Olimpijskie 2008
| Konkurencja | Eliminacje           | Klas. końcowa |
| Konkurencja | Przeciwnik I         | Miejsce       |
| ----------- | -------------------- | ------------- |
| 90 kg       | José Camacho (VEN) P | 20.           |